# 贾诩

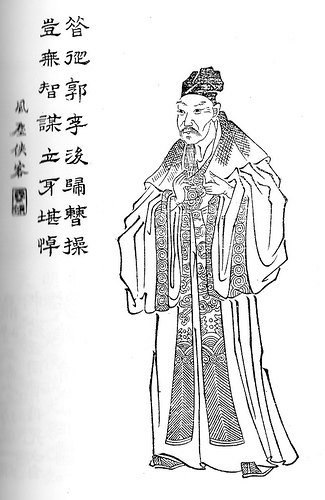
清代《三國演義》綉像中賈詡的畫像

贾诩（147年—223年8月11日），字文和，武威郡姑臧县（今甘肃武威市）人，东汉、三国谋士。官至太尉。汉末三国时期曹魏开国功臣、军事战略家，轻骑将军贾龚之子。

## 生平
贾诩祖上乃是西汉长沙王太傅贾谊，贾谊师从西汉宰相张苍，张苍师从儒学三巨头之一的荀子，张苍乃是荀子的关门弟子，也是其得意门生。巧合的是前凉君主张轨还是张耳的后裔，后代世居于武威郡。而贾氏一脉也和西汉张氏如出一辙，世居于武威郡。武威郡贾氏一族可谓正统的儒学豪门。

### 少年经历
贾诩生于147年。贾诩年輕時聲名並不顯赫，唯独名士阎忠认为他与众不同，说他有张良、陈平那样的智慧。在一次旅途中遭遇氐族的叛軍，身旁數十人皆被擒住，賈詡發揮機智，辯稱自己是太尉段熲外孫，氐人信其言，於是獲釋。史称贾诩此举是：“权以济事，咸此类也”（《三国志·魏书·贾诩传》）。

### 文和亂武
後來成為董卓部下，以太尉掾為平津都尉，後升為討虜校尉，在牛輔帳下。在董卓讨伐战期间，一度和李傕、郭汜、张济等人一同击败孙坚。董卓灭亡后，牛輔亦已死去，司徒王允清算董卓餘党。當時李傕、郭汜等人心懷不安，都打算各自逃亡，賈詡則勸諫李傕：「如果大家就這麼放棄軍隊逃跑，那朝廷只需派一個亭長就能抓住我們，還不如帶領大家向西進軍，沿途召集兵力，攻打長安，為董公報仇。如果成功了，就能為國家立下大功；如果失敗了，到時候再逃也還不遲。」李傕聽從賈詡建議，與郭汜、樊稠、張濟等聚集兵力回攻長安，駐守長安的王允不敵，被李傕殺死；同為守將的吕布則逃亡至關東。
李傕、郭汜、樊稠等人掌权后，任命贾诩为左冯翊尹，还要封侯。贾詡卻說：「這是救命的計策，哪有什麼功勞！」堅決推辭才作罷。改任為尚書。
李傕、郭汜在占领长安后，起初还算和气，不久互相猜疑，终于关系破裂，相互攻杀，关中地区被闹得荒无人烟。汉献帝为躲避灾难，率群臣和卫兵逃往雒阳。贾诩曾训斥李傕、郭汜两人的战争给人民带来的灾难，但两人表面上接受贾诩的批评，但并没有停止相互攻杀。
於是賈詡離間李傕雇用的羌、胡傭兵使之離去，並且協助漢獻帝離開長安，同時保護受李傕、郭汜迫害的大臣。
漢獻帝出走之後，賈詡交還朝廷印綬後，離開李傕投靠段煨。

### 籌策志略
天子後要求回洛陽，命段煨等人護送，因段煨與贾诩同郡，贾诩便棄李傕而跟隨段煨。因贾诩名氣實在太大，段煨怕自己的地位不保，表面上做足功夫，但賈詡已看出他繼續待在段煨帳下不太安全。贾诩私下結識張繡，張繡派人迎接贾诩。
有人問他：「段煨對你不錯，你這樣離開好嗎？」
賈詡說：「段煨生性多疑，其實很忌憚我，表面上禮數周到，但是我這樣依賴他的話，待久了可能會有危險。他看到我離開會很高興，又希望我替他拉攏盟友，一定會善待我的妻子孩子，張繡正好缺謀主，也會很歡迎我，這樣我的身家就能一次保全了。」
賈詡投靠張繡之後，張繡對賈詡執子孫之禮，段煨也果然善待賈詡的家屬。
後張繡降曹操後復反（原因為曹操將張繡叔母氏佔為己有），曹操大将典韦，长子曹昂，侄子曹安民戰死。
賈詡建議張繡跟劉表議和，並多次挫败曹操。
曹操率軍征討張繡，某次突然退兵，張繡卻帶兵追了上去。賈詡勸張繡說：「不可以追，追了一定會打敗仗。」張繡不聽，於是帶軍隊追擊，結果軍隊大敗而返。
賈詡又對張繡說：「馬上再追，這次一定能打勝仗。」張繡謝罪說：「我不聽你的話，才導致這樣的結果。現在已經打敗仗了，怎麼還能追呢？」
賈詡說：「戰局有變化，現在去追一定會對我們有利。」張繡相信了，於是召集了殘餘兵力去追擊，果然獲得勝利。
張繡問賈詡說：「我用精兵去追擊撤退中的軍隊，你說一定會打敗仗；現在我用敗兵去追擊勝兵，你卻說必勝。一切都如你所言，但是為什麼會有這種結果呢？」
賈詡回答：「這很容易理解。將軍雖然善於用兵，但不是曹操的對手。雖然軍隊剛剛撤退，但是曹操一定會親自斷後；追兵雖然精銳，但是我們將領不敵，而且對方士兵士氣也仍然精銳，因此我們必然會打敗仗。曹操攻擊將軍的時候沒有失策，他力量未盡而撤退，必定是國內有變故；而已經擊敗了將軍的曹操，必然會以輕裝軍隊快速撤退，就算有留下一些將領斷後，那些將領雖然勇猛，但仍不是將軍的對手，因此用敗兵來作戰必然會獲勝。」張繡聽了之後心服口服。
在官渡之战时，劝张繡向曹操投降而非袁绍，使得曹操避免两面受敌的绝境，备受曹操之敬重。封贾诩為執金吾，封都亭侯，遷冀州州牧（袁绍实控，故未实领）。

### 凝析踐局
200年，曹操與袁紹戰於官渡，後曹軍軍糧將盡。曹操便問計於賈詡，賈詡說：“公明勝紹，勇勝紹，用人勝紹，決機勝紹，有此四勝而半年不定者，但顧萬全故也。必決其機，須臾可定也。”（《三國志·魏書·賈詡傳》）曹操稱善，而後許攸投曹獻計，曹操突襲袁紹烏巢糧倉，大破之，致袁紹潰敗。曹操戰勝後自领冀州牧，封賈詡為太中大夫。赤壁之戰前，認為應安撫百姓而不應勞師動眾討江東，曹操不聽，結果受到嚴重的挫敗。
曹操後與韓遂、馬超戰於渭南，馬超等人有割地以和的意思，並以兒子為人質。賈詡認為可以裝作答應，曹操又問賈詡計策，賈詡説：“以間離之。”，曹操承用賈詡的計謀，隨即破韓遂、馬超。

### 權明濟事
曹操當時未立世子，曹丕为五官将，而临菑侯曹植才名方盛，曹丕派人求计于贾诩，贾诩说：“愿将军恢崇德度，躬素士之业，朝夕孜孜，不违子道。如此而已”，曹丕从其言，深自砥砺。后曹操为立世子之事屏退左右獨问贾诩，贾诩闭口不答，曹操说：“与卿言而不答，何也？”贾诩说：“属适有所思，故不即对耳。”曹操说：“何思？”贾诩说：“思袁本初、刘景升父子也”。（袁绍、刘表两人都是想废长立幼导致儿子之间的冲突，成為失败的部分原因。）曹操聞言大笑會意，建安二十二年（217年）立曹丕为世子。
黄初元年（220年），为报贾诩開國之恩，封贾诩为太尉，进爵魏寿乡侯，增食邑三百，前后共八百户。又分食邑二百，封幼子贾访为列侯。以长子贾穆为驸马都尉。
黄初四年（223年）三月，曹丕首征东吴，以失败而告终。戰前，曹丕问计于贾诩：“吾欲伐不从命以一天下，吴、蜀何先？”贾诩说：“攻取者先兵权，建本者尚德化。陛下应期受禅，抚临率土，若绥之以文德而俟其变，则平之不难矣。吴、蜀虽蕞尔小国，依阻山水，刘备有雄才，诸葛亮善治国，孙权识虚实，陆逊见兵势，据险守要，泛舟江湖，皆难卒谋也。用兵之道，先胜后战，量敌论将，故举无遗策。臣窃料群臣，无备、权对，虽以天威临之，未见万全之势也。昔舜舞干戚而有苗服，臣以为当今宜先文后武”（《三国志·魏书·贾诩传》）。曹丕不纳，果然无功而返。

### 明哲保身
贾诩认为自己非曹操旧臣，却策谋深长，所以怕曹操猜嫌。于是采取自保策略，“阖门自守，退无私交，男女嫁娶，不结高门，天下之论智计者归之”（《三国志·魏书·贾诩传》）。
黄初四年（223年）六月甲申日，贾诩去世，终年77岁，谥肃侯，长子贾穆嗣。

## 兵法與經學
據《隋書·經籍志》「兵」篇載，賈詡曾抄錄《孫子兵法》一卷；又據《新唐書·藝文志》「兵書類」載，賈詡曾為《吳子兵法》作注。可見賈詡對兵家的經典頗有研究。

## 藝術形象

### 三國演義

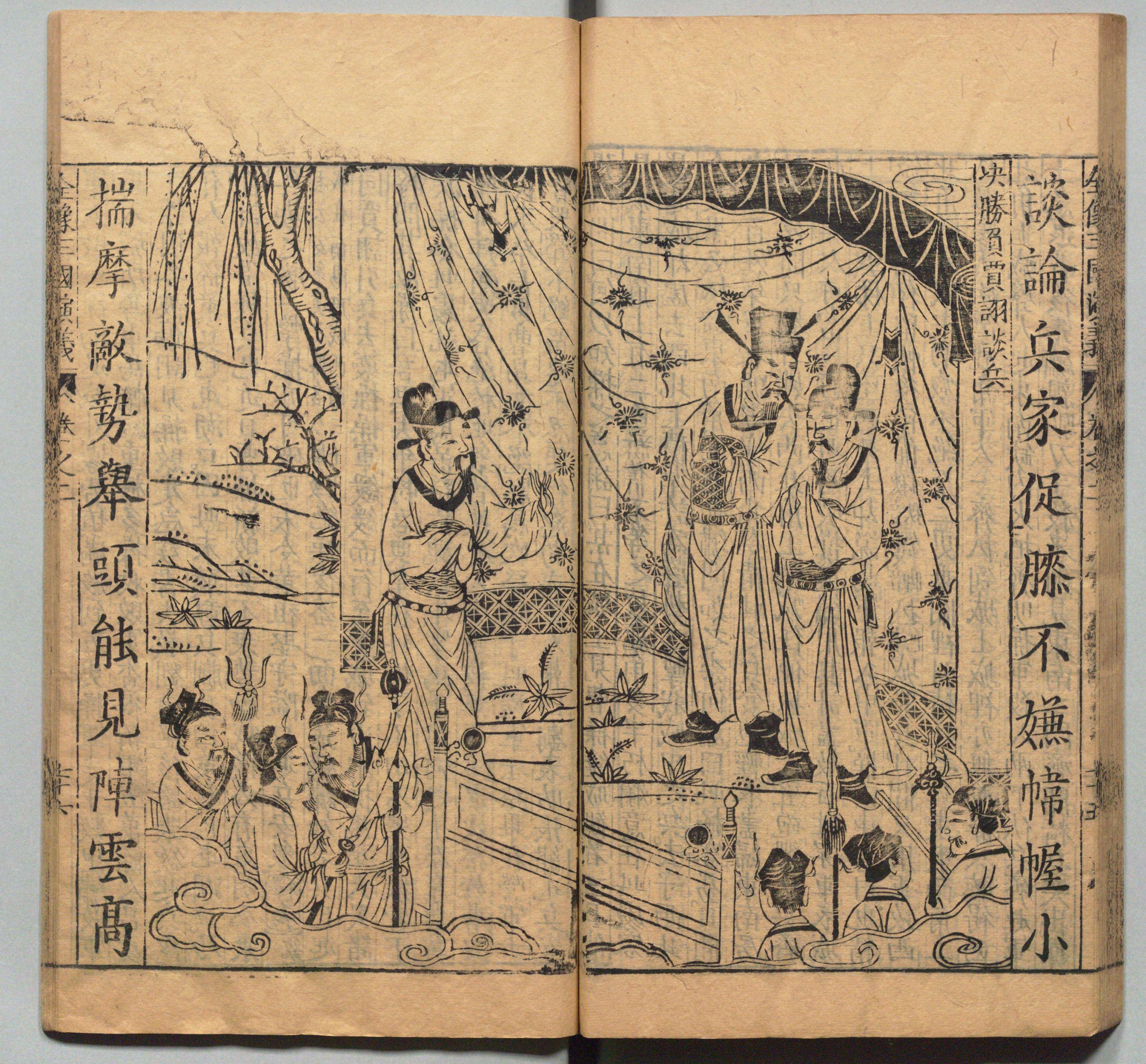
周曰校插图版《三国志通俗演义》中的贾诩辩论

在中國著名歷史演義章回小說《三國演義》中，賈詡亦有耀眼的表現。他初登場於第九回「除暴凶呂布助司徒　犯長安李傕聽賈詡」，以西涼謀士身分從屬於董卓集團餘黨李傕、郭汜陣營。當時董卓已死，李傕等四人上表求赦不果，正欲各自逃難，賈詡建議他們召集西涼人馬入京攻打呂布，結果成功驅逐呂布。可是李傕等人卻擅權暴虐，欺凌帝上，甚於董卓。第十回中，西涼馬騰、韓遂東征勤王，賈詡勸李傕深溝高壘，不與接戰，待西涼兵糧盡退兵加以追擊，結果亦大敗馬、韓。李、郭掌權期間，賈詡一直引導他們安撫天下，徵用賢能，朝廷稍微有所恢復。
第十三回，李、郭失和，互相攻討，一劫天子一劫公卿，長安大亂，賈詡與左靈被李傕任命負責監押帝后車駕。但賈詡當時仍心繫漢室，答應獻帝盡力阻止李傕暴行。李傕要殺帝使皇甫酈時，亦賴賈詡等力勸才得免。其後賈詡暗地勸喻李傕陣中的羌兵解散，又設計建議獻帝以重爵加封李傕，讓其暴露自身貪婪信巫的缺點，李傕軍中因而士卒離心。第十四回曹操舉兵勤王，賈詡勸李傕投降求赦，李傕怒欲斬之，賈詡於是離開李傕回到家鄉武威。
第十六回，正當曹操與呂布鏖戰時，南方傳來訊息指張濟攻南陽中流矢而死，其侄張繡繼統其軍，佔據宛城，並用賈詡當謀士，與劉表結連，成為曹操南方的大患。於是曹操放下東邊戰線，趕赴南方親征張繡。大軍壓境，賈詡又建議張繡投降曹操，張繡亦願意接受。可是曹操因好色與張繡嬸母鄒氏共寢辱及張繡，張繡怒不可當，賈詡唯有獻計讓張繡引軍圍攻沒有戒備的曹操，此役令曹操幾乎失陷，並折損了大將典韋、長子曹昂及侄兒曹安民等。
第十八回回目以賈詡為主，是為「賈文和料敵決勝　夏侯惇拔矢啖睛」。曹操擊敗袁術後，再議征討張繡。賈詡以將計就計之法，再次令曹操中伏，大損五萬兵馬，將領于禁、呂虔亦受戰傷。後來曹操退兵，張繡、劉表議欲追襲，賈詡認為必敗，果如其言；然而賈詡又勸二人再次起兵追襲，張繡聽從其計，結果大勝而還。此回盡顯賈詡料事如神的本領。直至第二十三回，袁紹、曹操分別遣使勸張繡歸順。張繡聽從賈詡的建議，降服曹操。賈詡被曹操封為執金吾使。官渡之戰中，賈詡亦有隨軍出征，多為曹操守寨。
第五十九回，馬超興兵討曹操，賈詡隨軍西征，並獻離間計，致抹書予韓遂令馬超疑惑，使馬超與韓遂失和相攻，曹軍因而得勝。第六十七回，曹操征張魯，欲得猛將龐德歸順，賈詡獻計透過賄賂楊松，離間龐德與張魯之間的關係，亦成功令龐德降曹。
第六十八回，曹操議立嗣子，賈詡屬意曹丕，故當曹操問及其意見時，賈詡淡淡地提到袁紹、劉表二人，讓曹操聯想到二人立幼廢長終致覆滅的故事，然後決意立曹丕為後嗣。第七十八回，曹操欲築建始殿，賈詡推薦雒陽良匠蘇越；曹操夜夢三馬同槽，問於賈詡，賈詡為其釋慮。曹操臨終托孤，賈詡亦是顧命大臣之一。曹丕繼位後，封賈詡為太尉，位列三公。第八十回，曹丕篡漢，賈詡建議曹丕築受禪台以避後世之議，又勸獻帝詔書禪位。第八十二回，孫權遣趙咨為使，向曹丕稱臣賓服，使者到魏，亦先見太尉賈詡，可見賈詡於朝中地位超然。第八十五回，曹丕乘孫劉鏖兵夷陵，於是遣三路兵馬暗襲東吳，賈詡勸阻，曹丕不聽，招致大敗。最後，第八十六回，小說正式交代賈詡之死。
賈詡在演義中由第九回橫跨至第八十六回，形象突出，計無不中，甚至曾令善於用兵的曹操幾度敗績。其所從屬勢力頗多，先隨李傕，再隨張繡，最後事曹操曹丕兩代。加上他曾助曹丕篡漢，其形象不算十分正面。可是即使賈詡曾助李傕、曹魏這些在《三國演義》形象比較負面的勢力，他的才能仍備受肯定。而且不論是李傕、張繡，還是曹操、曹丕，都將賈詡此人視為心腹。可見其人善於交際，亦深曉亂世自保之術。

### 影視形象
- 1994年电视剧《三国演义》：李绪良、徐永亮飾演賈詡
- 1994年歌仔戏《洛神》：左一成饰演贾诩
- 2002年香港無線電視台電視劇《洛神》：王维德饰演贾诩
- 2004年电视剧《武圣关公》：熊文权饰演贾诩
- 2013年电视剧《新洛神》：邢杰风饰演賈詡
- 2013年电视剧《曹操》：孙祺饰演賈詡
- 2018年电视剧《三国机密》：舒耀瑄饰演賈詡

### 動漫遊戲
- 真·三國無雙系列 / 無雙OROCHI系列（光榮公司開發，石川英郎配音）
- 三國演義
- 《火鳳燎原》（陳某）:設定是司馬徽的弟子，名聞天下的軍師集團「水鏡八奇」中的「三奇」，和李儒是義兄弟，曾使計使先敗李肅、再使計令呂布兩次大敗[10]，後因李傕、郭汜之猜忌而離開長安而投張繡(實質上暗助曹操)，在宛城之役因龐統而一度失勢，在徐州討呂布時正式和張繡投曹，在官渡之戰中曾打敗高覽，在赤壁之戰中在水上曾和周瑜交手，赤壁之戰後曾與龐統聯手密謀襲殺周瑜，以維持三分平衡，為確認周瑜身死親入其所佈的火陣，憑藉馬鈞的指南車全身而退。
- 《蒼天航路》（王欣太）:賈詡獻計助張繡暗殺曹操，結果失敗但也使典韋、曹昂、曹安民皆在宛城戰死，之後與張繡投降曹操。在曹操軍中自稱最殘忍刻薄的軍師。

## 家庭
據《魏晉世語》，賈氏一族於晉惠帝時皆至大官，於晉初時尤為顯貴。
以下出自《三國志》和《新唐書·宰相世系五下》。

### 父祖
- 贾谊，賈詡先祖，西漢著名文學家。
- 賈秀玉，賈詡曾祖父，東漢武威太守。
- 賈衍，賈詡祖父，東漢兗州刺史。
- 賈龔，賈詡父，任輕騎將軍，徙居武威。

《元和姓纂·卷七》记载賈龔為賈詡祖父：「漢長沙王太傅賈誼，洛陽人，十代孫龔，居武威。龔孫詡，魏太尉……」

### 兄
- 賈綵，賈詡兄。

### 子孫
- 賈穆，賈詡長子，為駙馬都尉、歷位郡守，承繼賈詡的爵位。
  - 賈模，賈穆長子，賈詡長孫，承繼賈穆的爵位，晉惠帝時為散騎常侍，護軍將軍。[11]
    - 賈胤，賈模子，仕晉惠帝，乃惠帝於太子時之近侍。
    - 賈龕，賈模子，胤弟，仕晉惠帝，曾任秦國內史、秦州刺史。
    - 賈疋，賈模從弟，仕晉惠帝及晉懷帝，累官至驃騎將軍、雍州刺史、封酒泉公。
- 賈訪，賈之子，分得父親八百戶食邑中二百戶，而受封列侯。
- 賈璣，賈詡子，魏駙馬都尉、關內侯，後徙居長樂。[12]
  - 賈通，賈璣子，任侍中、車騎大將军。
    - 賈仲安，賈通子。
    - 賈仲謀，賈通子。
    - 賈仲達，賈通子，晉潁川太守。

  - 賈延，賈璣子。

## 評價
- 《三國志·賈詡傳》：「詡實非段甥，權以濟事，咸此類也。」「詡自以非太祖舊臣，而策謀深長……天下之論智計者歸之。」
- 曹操：「使我信重於天下者，子也。」（《三国志·魏书·荀彧荀攸贾诩传第十》）
- 阎忠：「诩有良、平之奇。」（《三国志·魏书·荀彧荀攸贾诩传第十》）
- 《三國志》作者陳壽評曰：「荀彧清秀通雅，有王佐之風，然機鑒先識，未能充其志也。荀攸、賈詡，庶乎算無遺策，經達權變，其良、平之亞歟！」
- 《三國志》裴松之評注：「臣松之以為列傳之體，以事類相從。張子房青雲之士，誠非陳平之倫。然漢之謀臣，良、平而已。若不共列，則餘無所附，故前史合之，蓋其宜也。魏氏如詡之儔，其比幸多，詡不編程、郭之篇，而與二荀並列；失其類矣。且攸、詡之為人，其猶夜光之與蒸燭乎！其照雖均，質則異焉。今荀、賈之評，共同一稱，尤失區別之宜也。」又注：「夫仁功難著，而亂源易成，是故有禍機一發而殃流百世者矣。當是時，元惡既梟，天地始開，致使厲階重結，大梗殷流，邦國遘殄悴之哀，黎民嬰周餘之酷，豈不由賈詡片言乎？詡之罪也，一何大哉！自古兆亂，未有如此之甚。」
- 《三國志》裴松之評注引荀勗別傳載：「三公具瞻所歸，不可用非其人。昔魏文帝用賈詡為三公，孫權笑之。」
- 《周書》作者令狐德棻等評王雄時提到：「周瑜赤壁之謀，賈詡烏巢之策，何能以尚。一言興邦，斯近之矣。」
- 《唐会要》：「魏晋以贾诩之筹策、贾逵之忠壮、张既之政能、程昱之智勇、顾雍之密重、王浑之器量、刘惔之鉴裁、庾翼之志略，彼八君子者。」
- 朱敬则：「神人无功，达人无迹。张子房元机孤映，清识独流。践若发机，应同急箭；优游澹泊，神交太虚，非诸人所及也。至若陈平、荀彧、贾诩、荀攸、程昱、郭嘉、田丰、沮授、崔浩、张宾等，可谓天下之菁英。帷幄之至妙，中权合变，因败为功，爰自秦汉，讫於周隋。」（《全唐文·卷一百七十一》）
- 杨炯：「孝通神明，忠定社稷。马伏波来游二帝，晏平仲能事百君。在魏则贾诩、荀攸，在周则太颠闳夭。」（《后周青州刺史齐贞公宇文公神道碑》）「攻城野戰，張飛、關羽；奇策密謀，荀攸、賈詡。」（《瀘川都督王湛神道碑》）
- 李峤：「贾文和之揣君，郦食其之观将：翔而后集，可谓明也。」（《攀龙台碑》）
- 李翰：「陆玩无人，贾诩非次。」（《蒙求集注》）
- 白居易：「天下论智计并归贾氏也。」（《永乐大典残卷·卷一万三千四百九十四》）
- 何去非：「‘百里而争利者蹶上将’，孙膑所以杀庞涓也，赵奢犯之而破秦军，贾诩犯之而破叛羌。……贾诩策张绣以精兵追退军而败，以败军击胜卒而胜。……凡此者，皆非法之所得胶而书之所能教也。然而，善者用之，其巧如是。」（《何博士备论》）
- 苏辙：「公不用其计，以兵入吴境，遂败于赤壁。夫诩之所以说曹公，则李左车之所以说淮阴侯，使乘破赵之势，传檄以下燕者也。方是时，孙氏之据江东已三世矣。国险而民附，贤才为用，诸葛孔明以为可与为援而不可图。而曹公以刘琮待之，欲一举而下之，难哉！使公诚用诩言，端坐荆州，使辩士持尺书结好于吴。吴知公无并吞之心，虽未即降，而其不以干戈相向者可必也。」（《栾城后集·卷九》）
- 陈亮：「汉室再乱于贾诩，终于董昭。」（《龙川集》）
- 萧常：「董卓，国之贼，天下所共仇，而诩为之报怨。东京之亡祸，根于此。及辞李傕尚书之命，则以朝廷为解，是欲以虚辞盖实，恶将谁欺邪？」（《萧氏续后汉书》）
- 章如愚：「至于三国，各自据其土而成鼎峙之势，亦诸人之力也。故在魏，则荀攸、贾诩之算无遗策，郭嘉、刘晔之才策谋畧，管宁之渊雅高尚，毛玠之典选清正；……皆一时之人杰也。」（《山堂考索》）
- 刘祁：「已而诸豪割据，士大夫各欲择主立功名，如荀攸、贾诩、程昱、郭嘉、诸葛亮、庞统、鲁肃、周瑜之徒，争以智能自效。」（《归潜志》）
- 王义山：「某仰惟某官学通六艺，忠贯三精，其谋略则荀攸、贾诩之密，其经济则周瑜、鲁肃之英，其吟啸则谢安、庾亮之雅，其牧御则羊祜、陆逊之仁。」（《稼村类稿》）
- 郝经：「当是之时，魏有荀彧、荀攸、贾诩、程昱、郭嘉、董昭、刘晔、蒋济、司马懿为之谋，吴有张昭、周瑜、鲁肃、吕蒙、陆逊运其筹。」（《续后汉书》）
- 陈普：「崩奔尧后一孤儿，跖狗成群共肆欺。贾诩未设曹操日，自为汉贼已多时。」（《全宋诗》）
- 袁宏道：「投身刀戟之林，濒死不悔，不尽其用不止者，张子房、荀文若、贾诩之流是也。」（《袁中郞全集之袁中郞文钞》）
- 朱明镐：「贾、荀合传，尤为不伦，贾诩为傕、汜谋主，身代董卓，报仇元凶，甫夷逆祸重结，致使行在两辱，郎官采稆，阅《献帝本纪》，髪恒上冲，则贼汉者文和，忠汉者文若，忠逆同区，何以垂训。」（《史纠·卷一》）
- 王夫之：「迨于子桓之世，贾诩、辛毗、刘哗、孙资皆坐照千里之外，而持之也定。」（《读通鉴论·卷十》）
- 韩慕庐：「文和周旋群雄，晚归太祖。惟其智放沈密，而机速过人，故能不受牢笼。」（《三国志集解》）
- 王鸣盛：「贾诩地望无可言，然观其处父子之间，勉曹丕以孝，答曹操慎忠，则尚优于诸人，离之此而合之彼，其例密矣。」（《十七史商榷》）
- 何千里：「诩之识略，实盖一时。」（《三国志集解》）
- 何焯：「养威持胜之善谋。」（《三国志集解》）
- 王士禛：「余素不喜李贽之学，其《藏书》、《续藏书》未尝寓目。近偶观之，其最害道者莫如《论狂狷》一篇。…若以李斯、桑弘羊、吕不韦、李园、贾诩、董昭为名臣，温峤为逆贼，所谓好恶拂人之性者也。」（《古夫于亭杂录》）
- 独孤微生：「荀文若、周公瑾、陈元龙、贾文和之流皆一时之魁奇俊杰也。」（《泊斋别录·任幼庵七十寿序戊辰》）

## 延伸阅读
[在维基数据编辑]
 《三國志/卷10》，出自陳壽《三國志》
 在维基共享资源阅览影像